# Ibrahim Cissé
Ibrahim Cissé (Párizs, 1996. május 2. –) francia - szenegáli kettős állampolgárságú labdarúgó, a Ferencváros hátvédje.

## Pályafutása
Cissé a francia Les Lilas, a Paris Saint-Germain és a Tours akadémiáin nevelkedett. A Tours felnőtt csapatában 2014. október 6-án mutatkozott be egy Stade Brestois elleni Ligue 2-mérkőzésen. 2018 és 2020 között a francia élvonalbeli Angers labdarúgója volt; a Ligue 1-ban egyszer lépett csak pályára (2019 szeptemberében az Amiens ellen), többnyire a klub második számú csapatánál, valamint a másodosztályú Paris csapatánál szerepelt kölcsönben. 2020 és 2021 között a Dunkerque labdarúgója volt. 2021 augusztusa óta a francia másodosztályú Caen labdarúgója. 2023. június 13-án az FTC bejelentette érkezését.

## Sikerei, díjai

### Klubcsapattal
Ferencváros
- Magyar bajnok (2): 2023–24, 2024–25[7]
- Magyar kupa ezüstérmes (2): 2024,[8] 2025